# Oenanthe peucedanifolia
Oenanthe peucedanifolia es una especie  de la familia de las apiáceas.

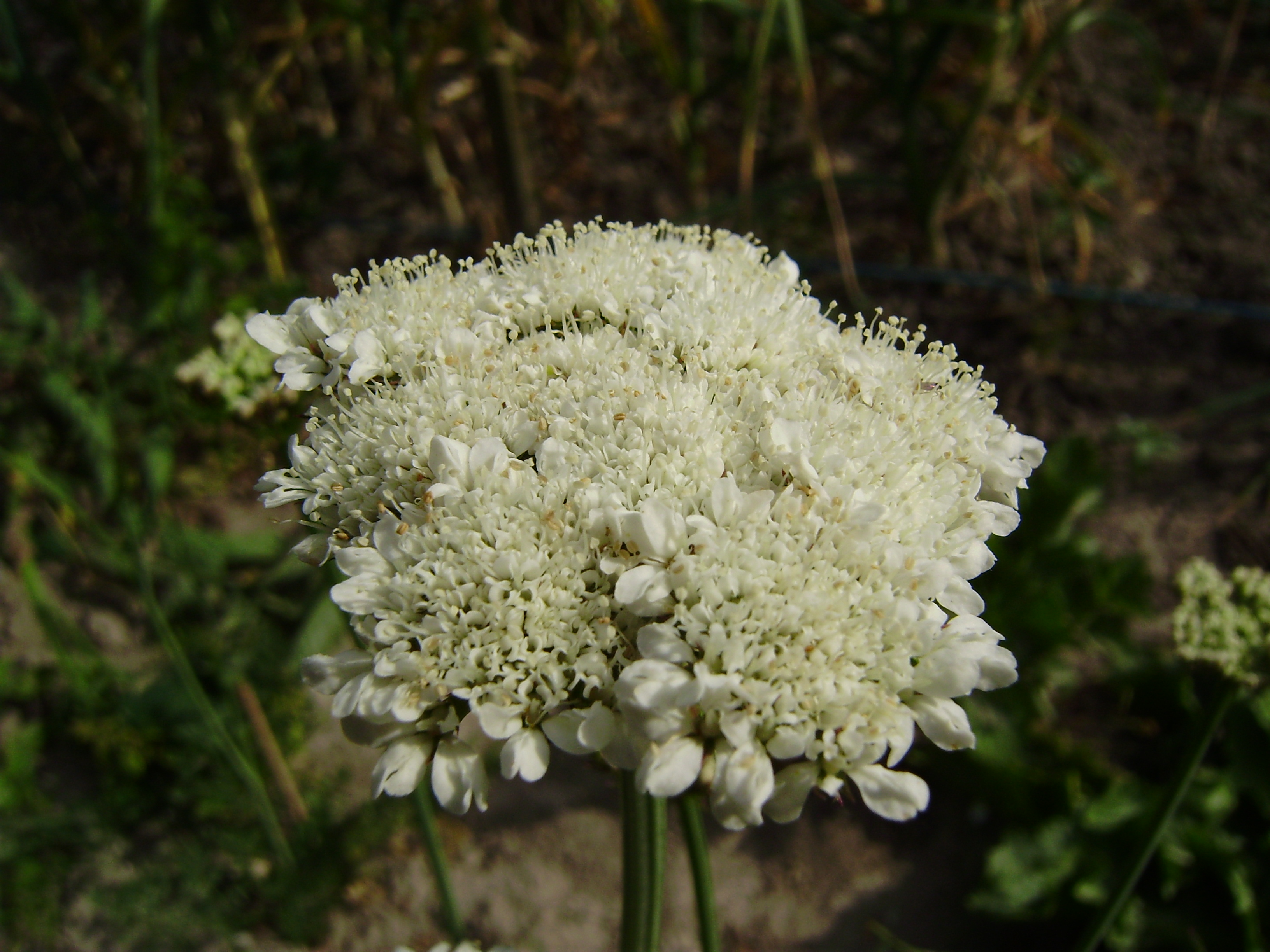
Inflorescencia

## Descripción
Difiere de Oenanthe crocata en tener los lóbulos de las hojas basales, lineales y tubérculos radicales ovoides agrupados en la base del tallo (tubérculos obovoides, estrechados al unirse al tronco en Oenanthe crocata). Perenne de hasta 60 cm. Florece a final de la primavera y en el verano

## Distribución y hábitat
Oeste  de Europa. Habita en prados muy húmedos y acequias.

## Taxonomía
Oenanthe peucedanifolia fue descrita por Johann Adam Pollich y publicado en Hist. Pl. Palat. 1: 289, f. 3. 1776
Etimología
Oenanthe: nombre genérico que deriva del griego oinos = "vino", para una planta de olor a vino, y el nombre griego antiguo para alguna planta espinosa.
peucedanifolia; epíteto latino que significa "con las hojas de Peucedanum.
Sinonimia
- Selinum pollichii (C.C.Gmel.) E.H.L.Krause in Sturm [1904, Fl. Deutschl., ed. 2, 12 : 96]
- Oenanthe stenoloba Schur [1866, Enum. Pl. Transsilv., 255]
- Oenanthe smithii H.C.Watson [1845, Phytologist, 2 : 114]
- Oenanthe peucedanoides Roth [1782, Beytr. Bot., 1 : 19]
- Oenanthe meoides Pancic [1883, Elem. Fl. Bulg. : 32]
- Oenanthe filipenduloides Thuill. [1799, Fl. Env. Paris, éd. 2 : 146]
- Oenanthe pollichii C.C.Gmel. [1805, Fl. Bad., 1 : 679] [nom. illeg.]
- Oenanthe biloba Dulac[4]